# 龍馬デザイン・ビューティ専門学校
龍馬デザイン・ビューティ専門学校（りょうまデザイン・ビューティせんもんがっこう）は、高知県高知市旭町にあるマンガ・デザイン系、ビューティ系及び工業系の学科を設けた専門学校。学校法人龍馬学園が運営している。

## 設置学科
- 自動車整備工学科
- 建築インテリア学科
- グラフィックデザイン学科
- マンガ学科
- 美容総合学科
- 総合研究科
- 二級建築士専攻科
- 日本語学科
- 通信課程美容科

## 卒業生
- コマツシンヤ - マンガ学科（2003年卒業）[1]
- 山崎みどり - トータルビューティ学科[2][3]
- 雪本愁二 - マンガ学科（1996年卒業）[1]
- 中島こうき - マンガ学科（2011年卒業）[1]

## グループ校
- 龍馬情報ビジネス&フード専門学校
- 龍馬看護ふくし専門学校